# Skattefjäll

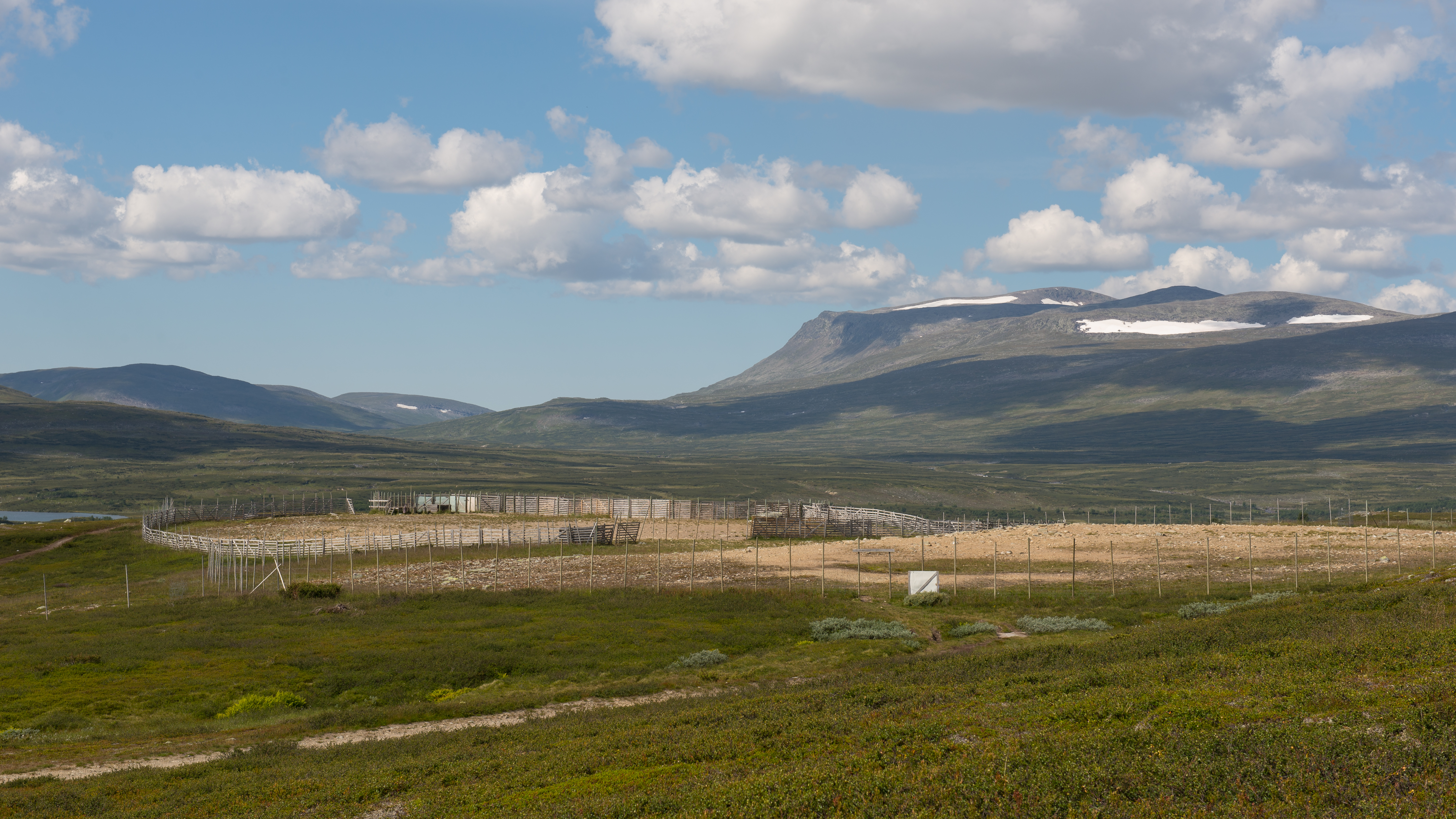
Ljungris, ett tidigare skattefjäll.

Ett skattefjäll var ett landområde i Jämtland och Härjedalen som innehades av samer och som noterades i skattelängderna för lappskatt. Skattefjällen motsvarar de lappskatteland som fanns i lappmarkerna. De motsvaras delvis av renbetesfjällen i dagens rennäringslag (1971:437). 

## Historia
Skattefjäll finns namngivna i skattelängder från tidigt 1600-tal och framåt. I samband med avvittringen, som i Jämtland och Härjedalen i huvudsak genomfördes under 1800-talets första decennier, kom delar av de gamla skattefjällen att tillhöra hemman. Jämtlandssamerna sände därför en skrivelse till Kungl. Maj:t i början av 1830-talet och begärde att få fortsätta att bruka samma marker som förr. Något beslut om detta fattades emellertid inte och den redan genomförda avvittringen låg fast. Dock utfärdade Kungl. Maj:t den 20 april 1841 föreskrifter om att skattefjällens gränser skulle stakas ut samt att inga ytterligare nybyggen skulle tillåtas inom fjälltrakterna förrän detta skett.
Den första rennäringslagen, som i Jämtlands län trädde i kraft 1889, innebar att skattefjällssystemet upphörde. I stället inrättades lappbyar, föregångare till dagens samebyar, där samerna hädanefter skulle bedriva renskötsel kollektivt. Renskötselns året-runt-marker i Jämtland och Härjedalen kallas nu för renbetesfjäll, en term som går tillbaka på de gamla skattefjällen.

## Skattefjäll från söder till norr
Skattefjällen har gått under olika namn vid olika tidpunkter i historien, men när samebyarna bildades i slutet av 1800-talet fanns följande skattefjäll i Härjedalen och Jämtland:

### Ruvhten sijte[5]
- Rutfjället
- Grönfjället

### Mittådalens sameby[6]
- Mittådalen
- Skärvagsdalen
- Särvfjället
- Ljungris (delar av)

### Handölsdalens sameby[7]
- Tranris och Hittings fjäll (delar av)
- Bunner- och Täfverdals fjäll
- Ljungris (delar av)

### Tåssåsens sameby[8]
- Hundshögs- och Tossåsfjäll
- Tranris och Hittings fjäll (delar av)

### Kalls sameby[9]
- Kolåsfjäll
- Skäckerfjäll
- Oldfjäll (delar av)

### Njaarke sameby[9]
- Sösjö
- Ansätts- och Stenfjäll (delar av)
- Grubbdalsfjäll (delar av)
- Oldfjäll (delar av)

### Jovnevaerie sameby[9]
- Ansätts- och Stenfjäll (delar av)
- Grubbdalsfjäll (delar av)

### Jijnjevaerie sameby[10]
- Murfjäll
- Vinklumpfjäll
- Gåxsjöfjäll

### Raedtievaerie,OhredahkeochVoernese samebyar[3]
- Orrnäsfjäll
- Bastunäs skattefjäll
- Mellanskogsfjäll
- Klumpvattensfjäll
- Blåsjö skattefjäll

## Skattefjällsmålet
I skattefjällsmålet, som pågick mellan 1966 och 1981, behandlades frågan om äganderätten till skattefjällen i norra Jämtland. Samerna förlorade målet och Högsta domstolen fastställde att samer, på de skattefjäll som målet avsåg, inte hade någon rätt utöver vad som tillkommer dem genom rennäringslagen.